# Saint-André-de-Seignanx
Saint-André-de-Seignanx (okzitanisch: Sent Andrèu de Senhans) ist eine französische Gemeinde mit 1.913 Einwohnern (Stand: 1. Januar 2022) im Département Landes in der französischen Region Aquitanien. Sie gehört zum Arrondissement  Dax und zum Kanton Seignanx.

## Geografie
Die Gemeinde Saint-André-de-Seignanx liegt nahe dem Golf von Biskaya, 13 Kilometer nordöstlich von Bayonne. Durch die zahlreichen Seen in diesem Gebiet ist die Gegend recht sumpfig. Der großeSumpf Marais d’Orx im Norden der Gemeinde fällt in niederschlagsarmen Perioden teilweise trocken. Viele Versuche, das Land für den Maisanbau trockenzulegen, scheiterten und erst zu Beginn des 20. Jahrhunderts wurde durch ständiges Abpumpen des Wassers eine Polderlandschaft etabliert. Der Wasserspiegel der Marais d’Orx liegt nur zwei Meter über dem Meeresspiegel und hat keinen natürlichen Abfluss. Die Zuflüsse werden in mehreren Kanälen gesammelt und um den Sumpf herum über den Boudigau (auch Canal de Ceinture genannt) abgeführt, der dann in der nahen Küstenstadt Capbreton in den Atlantik mündet. In den 1990er Jahren war das Abpumpen des Wassers nicht mehr wirtschaftlich und man entschloss sich, das Gebiet sich selbst zu überlassen. Die nunmehr großen Wasserflächen wurden zu einem bedeutenden Rastplatz für Zugvögel – der Hauptgrund für die strengen Naturschutzbestimmungen.  Umgeben wird Saint-André-de-Seignanx von den Nachbargemeinden Orx im Norden, Saubrigues im Nordosten, Saint-Martin-de-Hinx im Osten, Biaudos im Osten und Südosten, Saint-Barthélemy im Süden, Saint-Martin-de-Seignanx im Südwesten und Westen sowie Labenne im Nordwesten.

## Bevölkerungsentwicklung
| Jahr                       | 1962 | 1968 | 1975 | 1982 | 1990 | 1999 | 2006 | 2013 | 2021 |
| -------------------------- | ---- | ---- | ---- | ---- | ---- | ---- | ---- | ---- | ---- |
| Einwohner                  | 772  | 732  | 720  | 1020 | 1271 | 1275 | 1461 | 1619 | 1881 |
| Quellen: Cassini und INSEE |      |      |      |      |      |      |      |      |      |

## Sehenswürdigkeiten

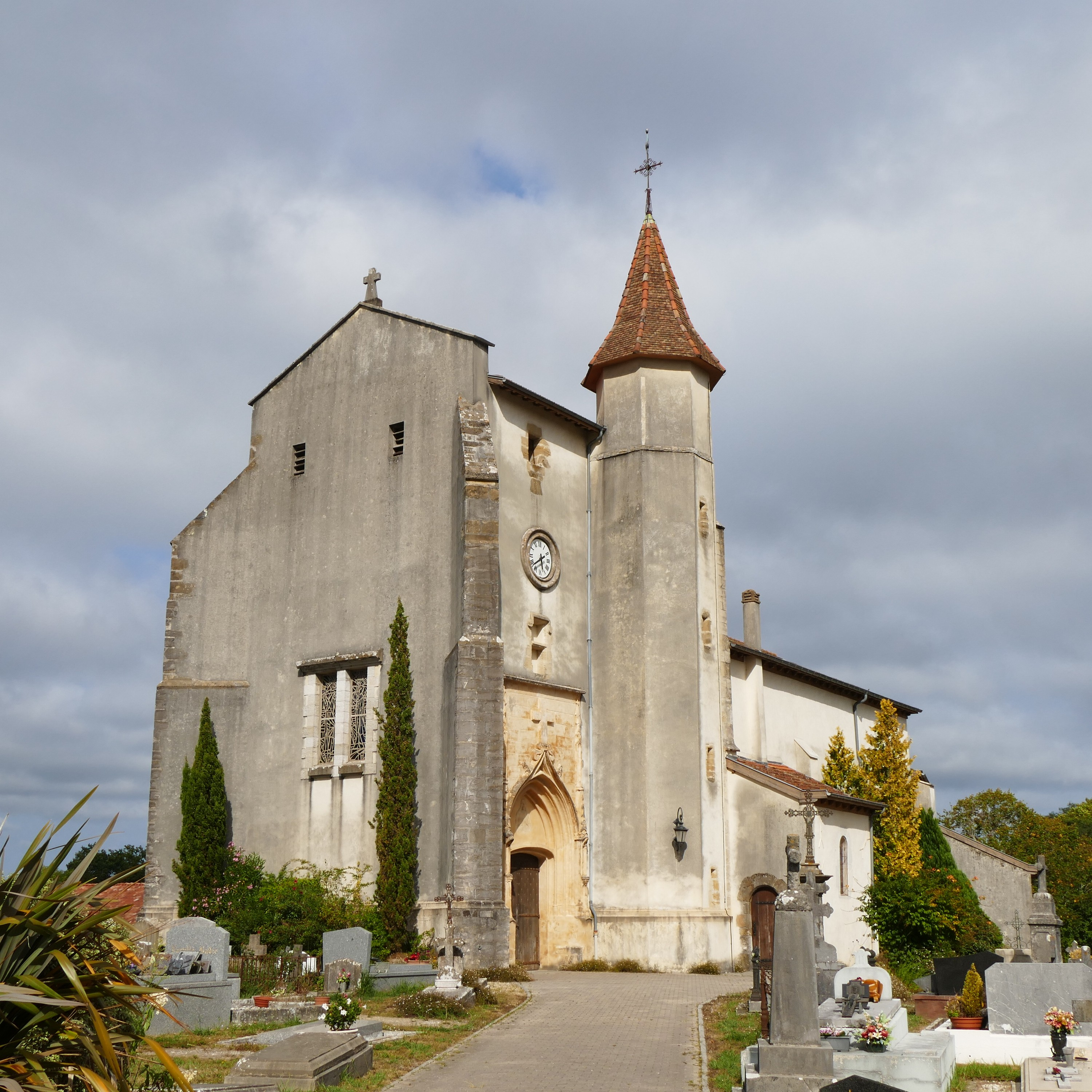
Kirche Saint-André
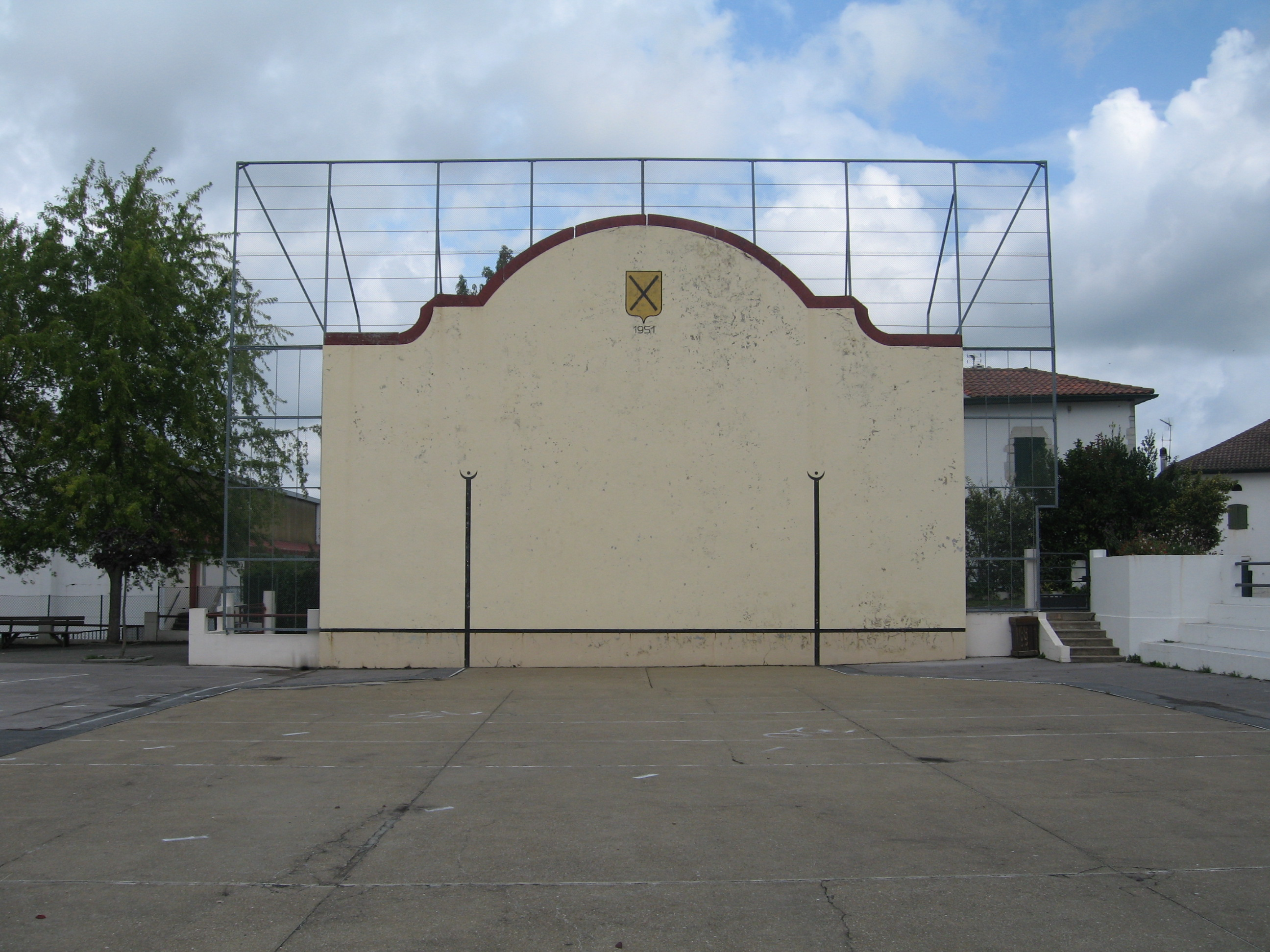
Schloss Le Hitau aus dem 16. Jahrhundert
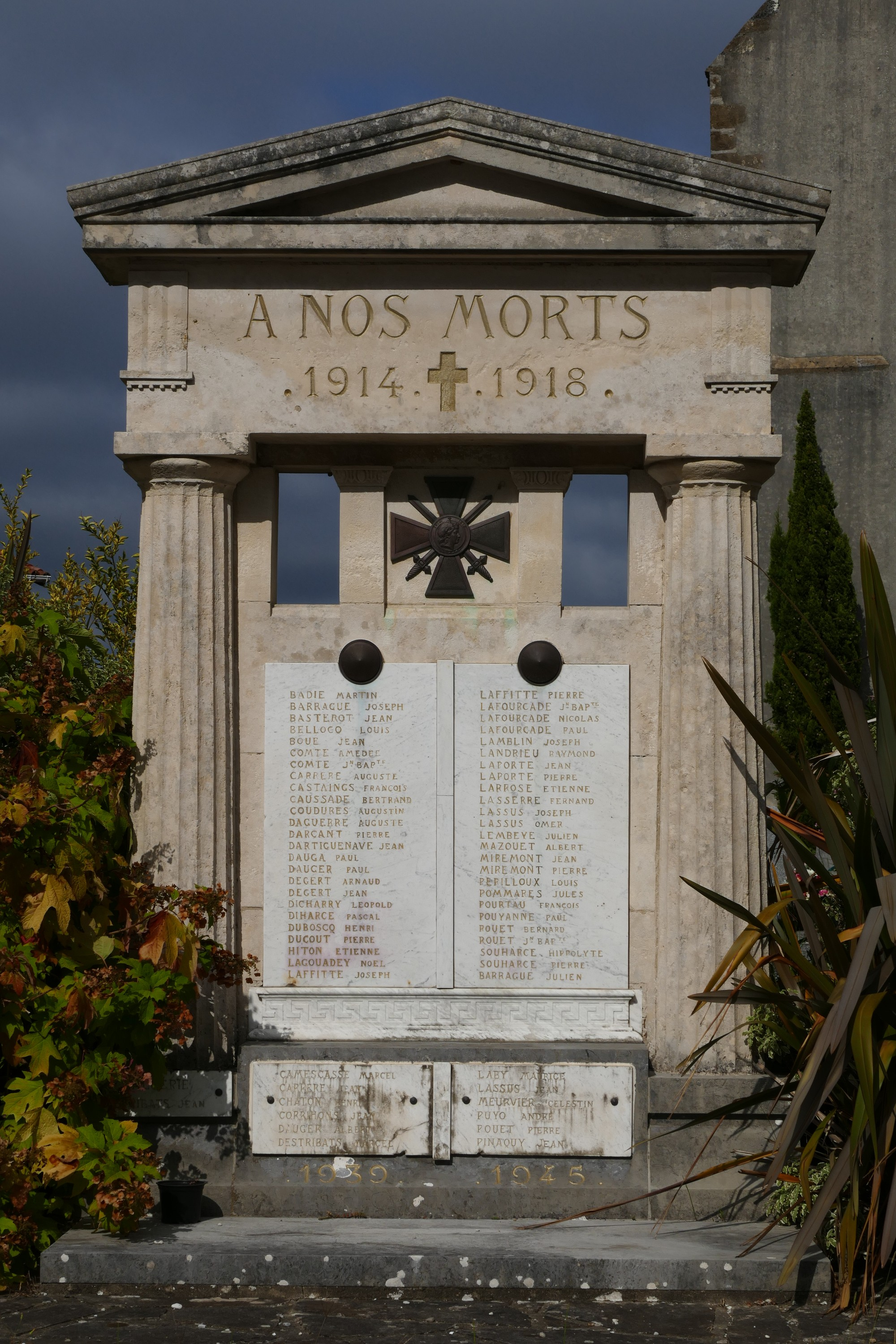
Schloss Castets

- Kirche Saint-André
- Frontón
- Gefallenendenkmal